# 6231 Гундертвассер
6231 Гундертвассер (6231 Hundertwasser) — астероїд головного поясу, відкритий 20 березня 1985 року.
Тіссеранів параметр щодо Юпітера — 3,450.